# Спея (Новоаненский район)
Спея (рум. Speia) — село в Новоаненском районе Молдавии. Относится к сёлам, не образующим коммуну.

## География
Село расположено на правом берегу Днестра примерно в 33 км к востоку от Кишинёва на высоте 57 метров над уровнем моря. Ближайшие населённые пункты — сёла Шерпены и Телица.

## Население
По данным переписи населения 2004 года, в селе Спея проживает 2837 человек (1393 мужчины, 1444 женщины).
Этнический состав села:
| Национальность | Число жителей | Процентный состав |
| -------------- | ------------- | ----------------- |
| молдаване      | 2679          | 94.43             |
| украинцы       | 57            | 2.01              |
| русские        | 43            | 1.52              |
| гагаузы        | 25            | 0.88              |
| болгары        | 16            | 0.56              |
| румыны         | 11            | 0.39              |
| прочие         | 6             | 0.21              |
| Всего          | 2837          | 100 %             |